# Circonscriptions électorales de la Colombie
Les circonscriptions électorales colombiennes sont les territoires au sein desquels sont organisées les différentes élections.

## Les différentes circonscriptions électorales
- les députés à la Chambre des représentants sont élus dans des circonscriptions régionales (en espagnol : circunscripciónes régionales)[1].
- les sénateurs au Sénat sont élus dans les circonscriptions nationales (en espagnol : circunscripciónes nacionales)[1].